# Birney (tramway)
Pour les articles homonymes, voir Birney.

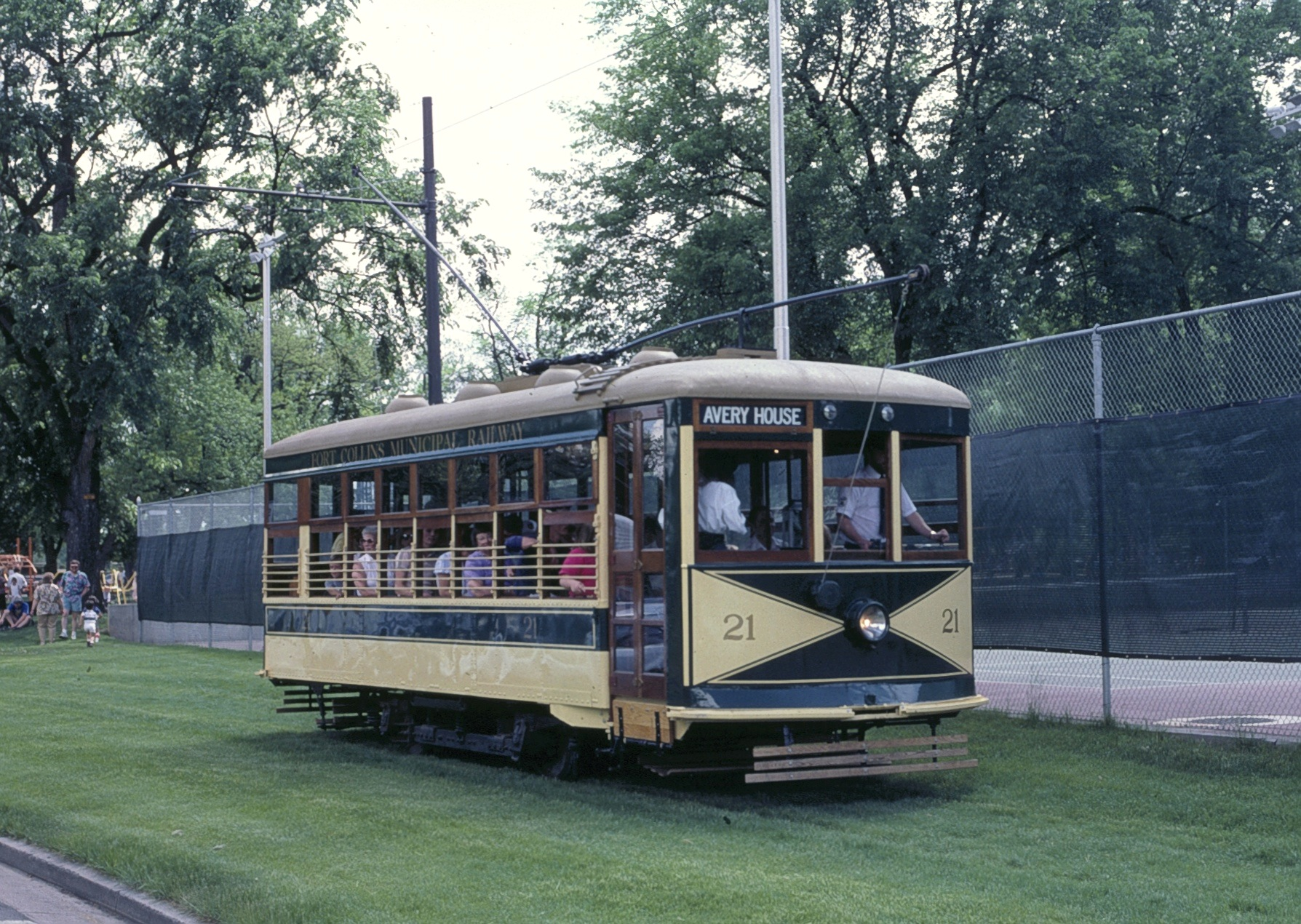
Voiture 21 de Birney du chemin de fer municipal du fort Collins, construite en 1919

Une Birney, ou Birney safety car, est un type de tramway fabriqué aux États-Unis dans les années 1910 et 1920. La conception était petite et légère et était censée être un moyen économique de fournir un service fréquent moyennant une infrastructure et un coût de main-d'œuvre inférieurs à ceux des tramways classiques.  La production des voitures Birney a duré de 1915 à 1930 et plus de 6 000 exemplaires de la version originale à une seule caisse ont été construits . Plusieurs constructeurs différents ont construit des voitures Birney. Cela a été le premier tramway standard fabriqué en série (avec des variations mineures) en Amérique du Nord. 

## Conception
Le modèle de tramway Birney a été conçu conjointement en 1915 entre Charles Birney et Joseph Bosenbury (à qui les brevets ont été délivrés en 1917 et 1919 et qui en a cédé la moitié à Birney ; voir Brill, page 140). Birney était ingénieur pour le cabinet Stone & Webster, opérateur de plusieurs réseaux de tramway aux États-Unis au début du XXe siècle.  Le modèle a été nommé safety car, et est devenu connu comme Birney safety car et finalement simplement sous le nom de Birney. 
Le modèle Birney est un renouveau des tramways à une seule caisse et à simple essieu. Les Birney sont petits et légers, environ un tiers du poids des tramways classiques de cette époque. Ils sont de construction robuste et normalisée, produits en masse et construits à peu de frais. Des moteurs jumeaux leur ont donné une capacité d'accélération élevée. Les tramways Birney mesurent en moyenne environ 28 pieds (8,5344 m) de longueur et peuvent accueillir environ 32 passagers. 
Le plus grand producteur de Birney est l'American Car Company, une filiale de la JG Brill Company, mais plusieurs autres sociétés en produisent, notamment l'Ottawa Car Company.

## Avantages et caractéristiques de sécurité

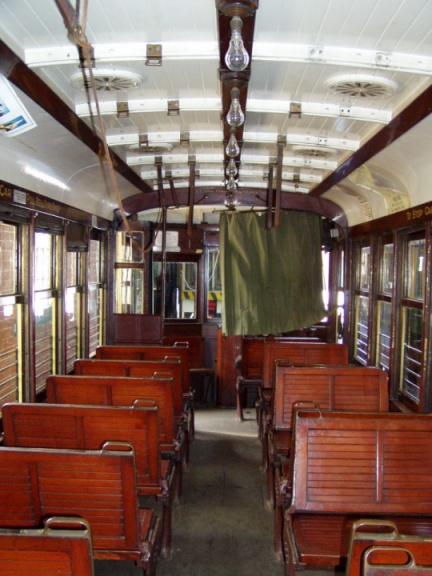
Intérieur typique d'une Birney.

La Birney est conçue pour fonctionner avec un seul machiniste, sans chef de train. Le contexte de la Première Guerre mondiale encourage ce fonctionnement à agent seul car il permet de remédier à la pénurie de main-d'œuvre en temps de guerre. Par ailleurs, en dehors de ces périodes de pénurie de main-d'œuvre, les Birneys pouvait être mises en circulation à des intervalles plus fréquents, d'où le slogan « A Car in Sight at all Times » (un tramway en vue à tout moment). Cette possibilité d'augmenter les fréquences est l'une des premières tentatives de l'industrie du tramway pour lutter contre la concurrence automobile. 
La Birney a également introduit l'utilisation de portes manœuvrées et verrouillées de façon pneumatique. Si une porte est bloquée en position ouverte ou si un passager ou un autre objet l'a bloquée, les moteurs ne peuvent pas être démarrés. 
Les organes de contrôle de la Birney comprennent également une application précoce du « contrôle homme mort ». Cet appareil coupe l'alimentation des moteurs du tramway et serrent les freins pneumatiques si la poignée du machiniste a été relâchée pour une raison quelconque, provoquant l'arrêt brutal de la voiture. 
Une version plus longue, à double caisse, de la Birney a été développée dans les années 1920, intégrant ses caractéristiques les plus réussies.  Ces tramways à deux caisses ont été vendus à un certain nombre de réseaux, comme celui de Tampa, en Floride  et au Texas Interurban Railway , qui n'utilisait que ce type de véhicule.  En plus des 11 tramways à deux caisses pour passagers, qui comportaient des aménagements intérieurs de luxe et des toilettes pour le service interurbain , le Texas Interurban Railway exploitait 3 tramways express à deux caisses à l'aménagement inhabituel, sans sièges passagers ni fenêtres — les seules voitures de ce type jamais construites. 

## Déclin
Des milliers de tramways ont été achetés depuis leur création jusqu'à quelques années après la fin de la première guerre mondiale. La production a culminé en 1920, avec 1 699 véhicules construits au cours de cette seule année, mais a ensuite diminué rapidement pour se terminer en 1930 
La Birney a commencé à perdre de la popularité en partie à cause des caractéristiques qui les avaient rendues attrayantes à l’origine.  Son poids léger pouvait être un problème dans la neige, alors qu'un véhicule plus lourd peut facilement la traverser.  Sa faible longueur rendait sa qualité de roulement relativement médiocre et la conduisait à dérailler facilement sur des voies mal entretenues. Le public a commencé à les considérer comme étant fragiles.  Sa capacité limitée en nombre de passagers l'a rendus impropre à un usage sur les itinéraires très fréquentées et aux heures de pointe, l'obligeant à être reléguée sur les lignes mineures ou à être vendue principalement à des réseaux de tramways de petites villes. 
Les compagnies de tramways ont également constaté que les dispositifs de sécurité de la Birney, tels que l’utilisation de portes à verrouillage réciproque pour empêcher le démarrage de la voiture si une porte était ouverte ou si un passager était bloqué, pouvaient être intégrés dans des voitures plus grandes ; et que la clientèle n'était pas perturbée par l’absence du chef de train, contrairement à ce que craignaient initialement les compagnies. 

## Utilisation internationale
La Birney était utile et robuste, et elles ont été nombreuses à être exportées vers des réseaux de tramways d’autres pays, notamment ceux situés dans des villes plus petites, où ils ont servi pendant de nombreuses décennies.  Par exemple, la ville de Halifax, en Nouvelle-Écosse, au Canada, a acheté des Birneys d’occasion à d’autres réseaux en Amérique du Nord (dont 22 acquises auprès de la Toronto Transportation Commission (TTC) et 5 auprès de Bakersfield et Kern Electric Railway) afin de constituer une flotte exclusive de Birneys et permettre de maintenir son réseau de tramway dans les années difficiles de la Grande Dépression et de la Seconde Guerre mondiale, le dernier tramway de ce réseau ayant été retiré en 1949.   
La TTC a exploité 25 Birney de 1921 à 1927 (dont 14 ont été vendues en 1941 à Halifax). 
Bien que la grande majorité des voitures construites aient été vendues à des opérateurs de tramways en Amérique du Nord (y compris au Mexique et à Cuba), un petit nombre d'entre elles sont allées dans des endroits beaucoup plus éloignés, tels que l'Australie et la Nouvelle-Zélande.  Dans ce dernier pays, les  Birney ont été importées pour être utilisées par les bourgades provinciales de New Plymouth, dans l’île du Nord, et d’ Invercargill, dans l’île du sud, réputée pour posséder le système de tramway le plus au sud du monde.   
Les villes d'Amérique du Sud dont les opérateurs de tramways ont acheté des Birney (en particulier Concordia et Paraná , en Argentine, et Guayaquil, en Équateur) se sont procuré des Birney d'occasion à Trenton, dans le New Jersey. 
Les villes colombiennes de Medellín et de Pereira étaient desservies par des Birney, leur flotte étant entièrement composée de Birney, au nombre de 61, en configuration à une ou à deux caisses. 
En 1930, le système de tramway de Curitiba a acheté 20 Birney d’occasion à Boston et ces voitures ont été converties à l'écartement métrique. 
En Australie, le Municipal Tramways Trust d'Adélaïde en a acheté quatre qui ont constitué son type G. Le Melbourne &amp; Metropolitan Tramways Board en a acquises deux pour sa classe X et la Melbourne Electric Supply Company de Geelong deux également.  Ces deux Birney à Geelong étaient inhabituelles, avec leurs sièges longitudinaux. Ces dernières, et les quatre d'Adélaïde, ont abouti à Bendigo, où quatre d'entre elles ont survécu au service de tous les jours jusqu'en 1972,. 

## Préservation

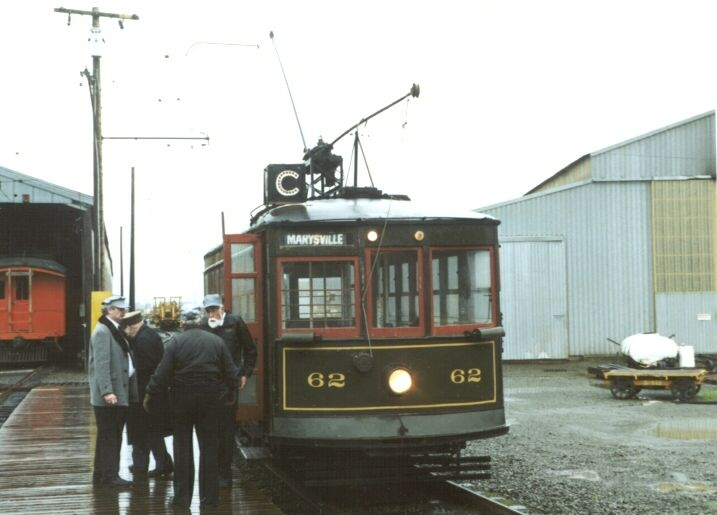
Birney no 62 du Northern à Sacramento au Western Railway Museum à Rio Vista en Californie.

Un certain nombre de voitures Birney sont toujours utilisées en Amérique du Nord dans les musées de tramways et les réseaux de tramways historiques. Des exemplaires uniques de Birney d'origine sont en service sur des lignes de tramway historiques à Tampa, en Floride ; Fort Collins, Colorado ; et Fort Smith, dans l’Arkansas, ainsi que sur la ligne de la McKinney Avenue Transit Authority à Dallas , au Texas.  Deux de ces voitures, les voitures Fort Collins 21 et 22 , de Fort Smith , sont inscrites au registre national des lieux historiques des États-Unis. Au Canada, le tramway électrique de Nelson (à Nelson, en Colombie-Britannique ) comprend une Birney entièrement restaurée.  De plus, des répliques de voitures Birney construites par Gomaco sont en service dans au moins quatre villes américaines (voir ci-dessous). 
En Australie, sept des huit voitures Birney importées ont survécu en état de fonctionnement : cinq se trouvent sur le Bendigo Tramways, dont deux anciennes de Geelong et trois d’Adélaïde ; une de type G se trouve au Tramway Museum de St Kilda et une Melbourne de classe X est abritée au dépôt de tramway Hawthorn de Melbourne. Ainsi, l’Australie possède le nombre le plus élevé de voitures Birney utilisables dans le monde.   
En Nouvelle-Zélande, la Birney no 8 de New Plymouth Birney est préservée par le Wanganui Tramways Trust, à Wanganui, et la Birney no 15 d'Invercargill est préservée par la Société d'histoire du tramway au parc du patrimoine Ferrymead, situé à Ferrymead à Christchurch ; elle circule désormais sur le tramway de la ville de Christchurch. La Birney no 16 d'Invercargill a été récemment redécouverte et est en cours de restauration sans cependant être remotorisée.  Référence https://www.transportworld.co.nz/

### Réplique des Birney
Aux États-Unis, la société Gomaco Trolley a construit au moins 18 répliques de  Birney, dans le style du modèle moins commun de tramways à double caisses , depuis 1999.  Gomaco les a équipés de caisses de tramways Peter Witt du réseau de Milan en Italie.  Elles ont été fournies à Tampa, en Floride ; Charlotte, Caroline du Nord ; Little Rock, Arkansas et Memphis, Tennessee. En 2002-2003, Gomaco a également restauré la carrosserie d'une Birney à un caisse  pour le Fresno Metropolitan Flood Control District de Fresno à Fresno, en Californie ; cela était destiné à l'affichage statique dans un parc local. 